# Liochthonius hystricinus
Liochthonius hystricinus är en kvalsterart som först beskrevs av Forsslund 1942.  Liochthonius hystricinus ingår i släktet Liochthonius och familjen Brachychthoniidae. Inga underarter finns listade i Catalogue of Life.